# Glossus
Glossus är ett släkte av musslor som beskrevs av Giuseppe Saverio Poli 1795. Glossus ingår i familjen Glossidae.
Släktet innehåller bara arten Glossus humanus. Glossus är enda släktet i familjen Glossidae.

## Bildgalleri

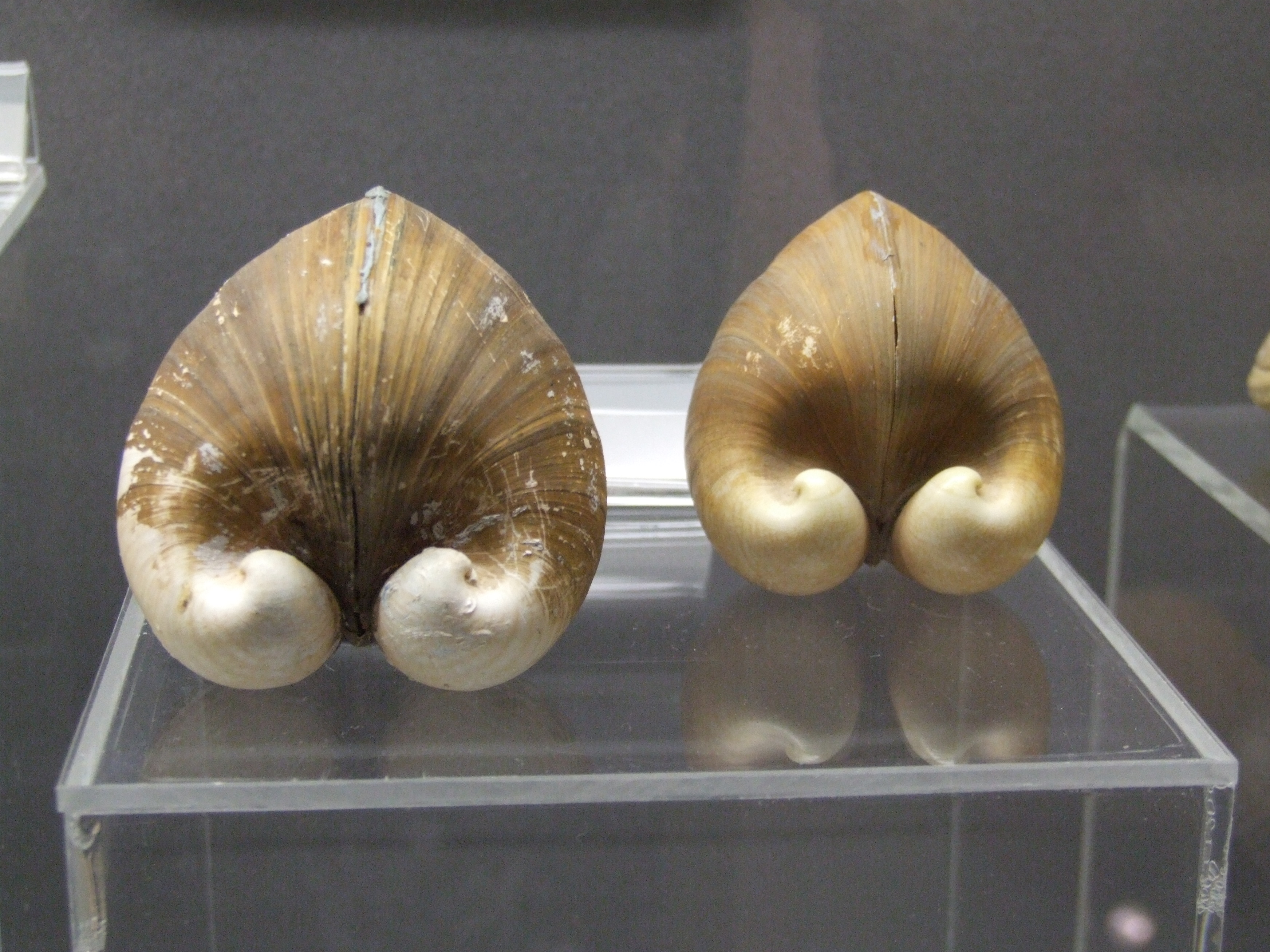
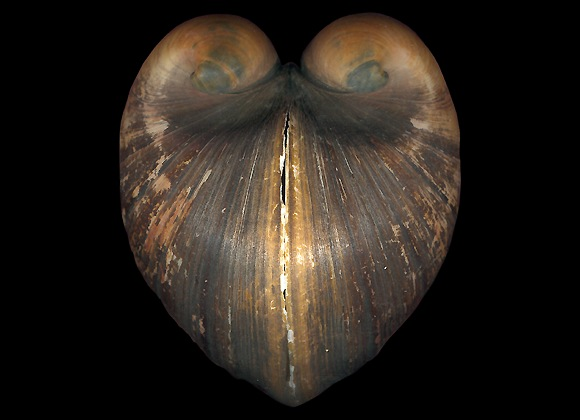
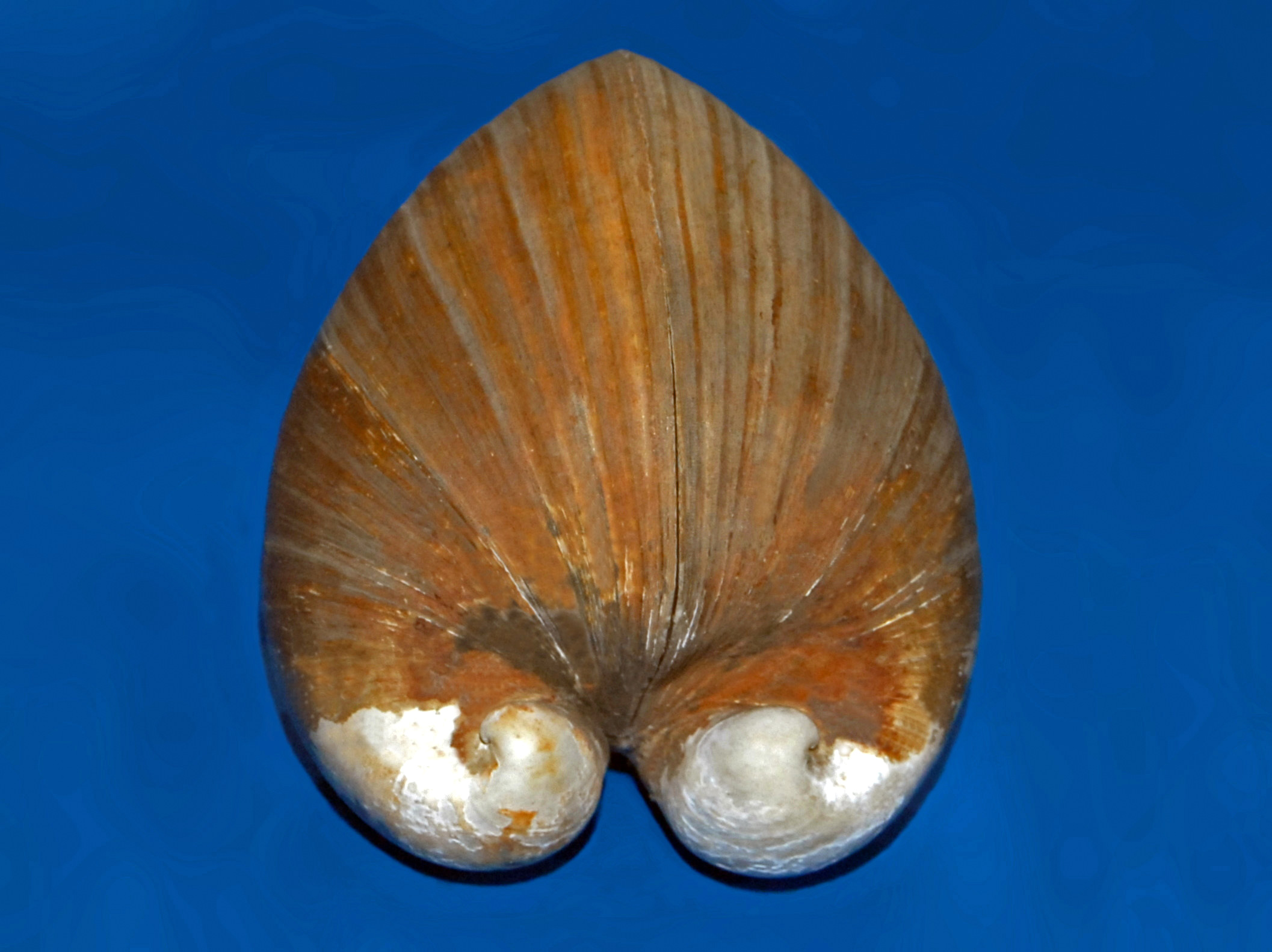
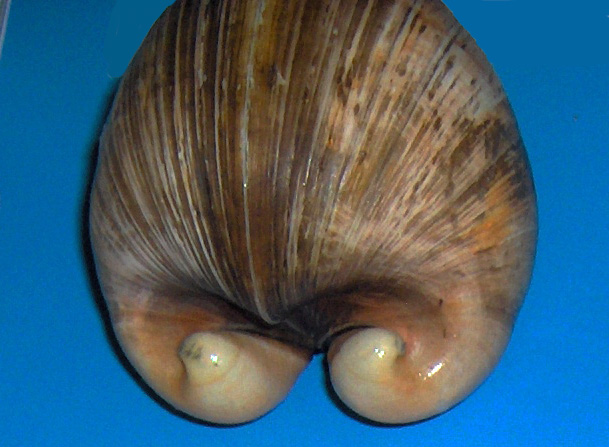
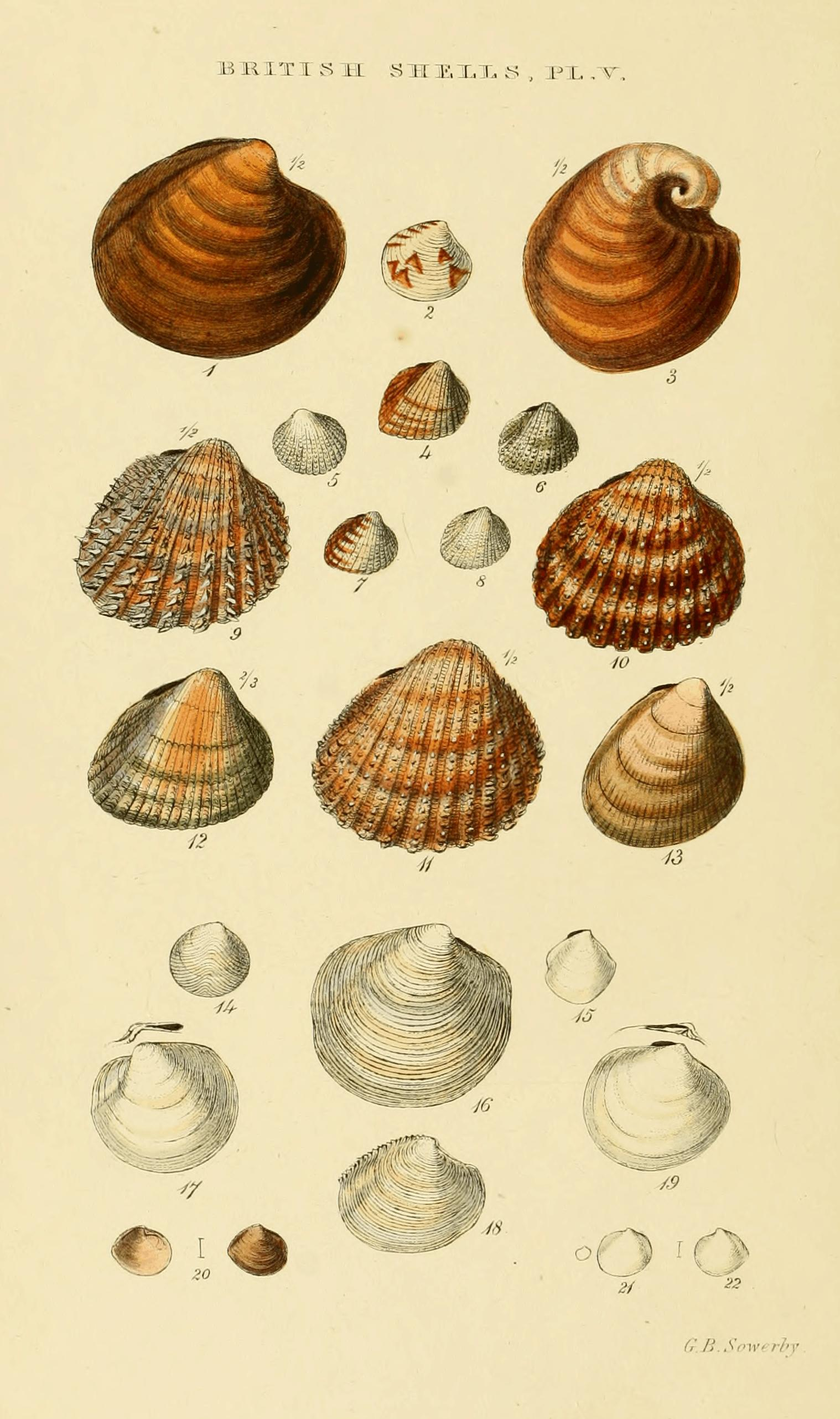
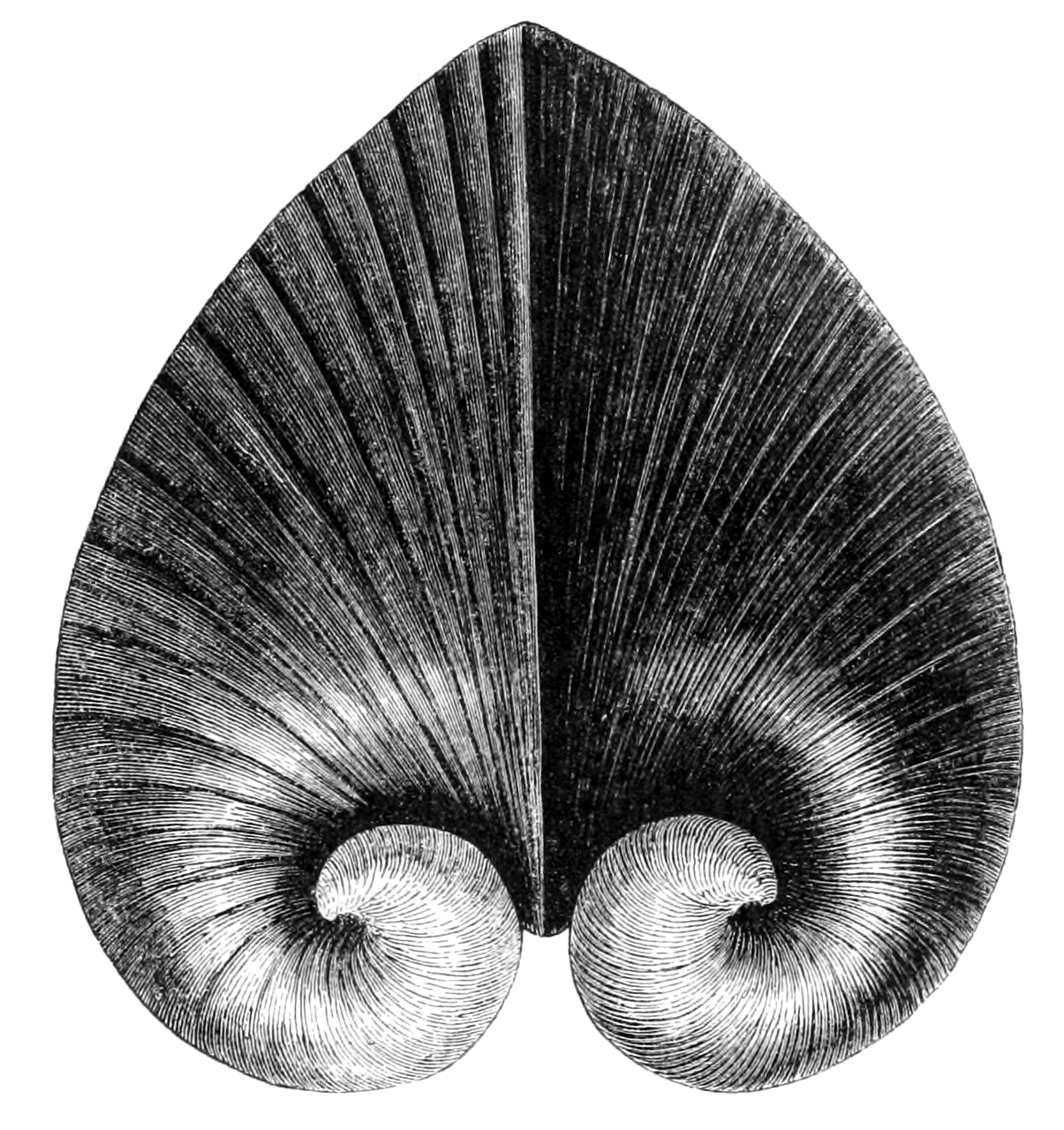